# The Økoman
The Økoman er en børnefilm instrueret af Natasha Arthy efter manuskript af Per Nielsen.

## Handling
The Økoman præsenterer de basale elementer i økologien med et glimt i øjet. Et syngespil om drengen Orla, der sørger for at spise sundt og økologisk og som bliver forvandlet til superhelten "Økoman".